# Список озёр и водохранилищ Орегона
Основная статья — Список озёр США.
В американском штате Орегон насчитывается более 150 озёр и водохранилищ, официально имеющих собственное название. Крупнейшее в штате озеро по площади — Аппер-Кламат, самое глубокое — Крейтер (также является самым глубоким озером Западного полушария и девятым по глубине в мире).

## Список озёр
Сортировка по алфавиту. Пересыхающие озёра отмечены звёздочкой *
- Айленд[англ.]
- Алворд?!*
- Анероид
- Аппер-Кламат
  - Эйдженси
- Аспен[англ.]
- Боракс?!
- Брейтенбуш[англ.]
- Булл-Ран
- Гус
- Дайамонд?!
- Девилс[англ.]
- Дип-Лейк[1]
- Доллар[2]
- Донака[англ.]
- Дорис[англ.]
- Дейвис?!
- Ил?!
- Ист-Лейк[англ.]
- Калтус[англ.]
- Клир-Лейк (округ Дуглас)[англ.][3]
- Клир-Лейк (округ Линн)[англ.][3]
- Кливокс[англ.]
- Крейтер
- Кресент?!
- Лава
- Лейк-оф-те-Вудс?!
- Литл-Калтус[англ.]
- Литл-Лава
- Лост-Лейк (округ Линн)[англ.][4]
- Лост-Лейк (округ Худ-Ривер)[англ.][4]
- Лун[англ.]
- Магон?!
- Мад[5]
- Маиду[англ.]
- Малур[6]
- Манн[англ.]
- Миллер[англ.]
- Минк?!
- Мэрион[англ.]
- Насс[англ.]
- Норт-Тенмайл[англ.]
- Норт-Туин[англ.]
- Оделл[англ.]
- Перкинс[англ.]
- Полина[англ.]
- Саммер
- Саммит[7]
- Сатл[англ.]
- Саут-Туин[англ.]
- Силткус
- Спаркс[англ.]
- Строберри[англ.]
- Тенмайл[англ.]
- Тодд[англ.]
- Уоахинк[англ.]
- Уолдо[англ.]
- Уаллауа
- Уолтер-Уирт[англ.]
- Флорас[англ.]
- Фоссил[англ.]*
- Фрог[8]
- Харни[англ.]
- Хосмер[англ.]
- Эйберт[англ.]
- Элк[англ.]

## Список водохранилищ
Сортировка по алфавиту
- Агейт[англ.]
- Антилоп[англ.]
- Антилоп-Флэт[англ.]
- Блу-Ривер[англ.]
- Булли-Крик[англ.]
- Гербер[англ.]
- Грин-Питер[англ.]
- Декстер[англ.]
- Детройт[англ.]
- Джон-Си-Бойл[англ.]
- Джубели[англ.]
- Джуниперс[англ.]
- Дорена[англ.]
- Клир-Лейк[англ.][3]
- Коугар[англ.]
- Крейн-Прери[англ.]
- Купер-Крик[англ.]
- Лейк-Билли-Чинук[англ.]
- Лемоло[англ.]
- Лост-Крик[англ.]
- Лофтон[англ.]
- Лукаут-Пойнт[англ.]
- Маккей[англ.]
- Малур[англ.][9]
- Минам
- Миррор-Понд[англ.]
- Овайхи[англ.]
- Осуиго[англ.]
- Прайнвилл[англ.]
- Силвер-Крик[англ.]
- Тимоти[англ.]
- Триллиум
- Уорм-Спрингс[англ.]
- Уикиап[англ.]
- Ферн-Ридж[англ.]
- Фиш[англ.][10]
- Формайл[англ.]
- Фостер[англ.]
- Хайат[англ.]
- Хенри-Хэгг[англ.]
- Хилс-Крик[англ.]
- Хауард-Прери[англ.]
- Чикахомини[англ.]
- Эмигрант[англ.]
- Эпплгейт[англ.]
- Эуауна[англ.]

## Исчезнувшие озёра
- Гилдс[англ.] — исчезло в 1920-х годах.
- Эллисон[англ.] — наполняло долину Уилламетт в 16—14 тысячелетии до нашей эры. Площадь озера достигала 7800 км², глубина — 120 м.